# Cellana oliveri
Cellana oliveri is een slakkensoort uit de familie van de Nacellidae. De wetenschappelijke naam van de soort is voor het eerst geldig gepubliceerd in 1955 door Powell.